# Вошугел (Вашингтон)
Вошугел (англ. Washougal) — місто (англ. city) в США, в окрузі Кларк штату Вашингтон. Населення — 17 039 осіб (2020).

## Географія
Вошугел розташований за координатами 45°34′52″ пн. ш. 122°20′35″ зх. д. / 45.58111° пн. ш. 122.34306° зх. д. (45.581121, -122.343055).  За даними Бюро перепису населення США в 2010 році місто мало площу 16,32 км², з яких 14,04 км² — суходіл та 2,28 км² — водойми.

### Клімат
| Клімат : Вошугел      | Клімат : Вошугел | Клімат : Вошугел | Клімат : Вошугел | Клімат : Вошугел | Клімат : Вошугел | Клімат : Вошугел | Клімат : Вошугел | Клімат : Вошугел | Клімат : Вошугел | Клімат : Вошугел | Клімат : Вошугел | Клімат : Вошугел | Клімат : Вошугел |
| Показник              | Січ.             | Лют.             | Бер.             | Квіт.            | Трав.            | Черв.            | Лип.             | Серп.            | Вер.             | Жовт.            | Лист.            | Груд.            | Рік              |
| Середній максимум, °C | 7,2              | 10,0             | 12,8             | 15,6             | 19,4             | 22,2             | 26,1             | 26,7             | 23,3             | 17,8             | 10,6             | 7,2              | 16,7             |
| Середній мінімум, °C  | −1,1             | 0,0              | 1,1              | 2,2              | 4,4              | 7,2              | 8,9              | 8,3              | 6,1              | 3,3              | 1,7              | −0,6             | 3,3              |
| Норма опадів, мм      | 310              | 231              | 213              | 170              | 130              | 102              | 30               | 48               | 91               | 173              | 310              | 330              | 2139             |
| --------------------- | ---------------- | ---------------- | ---------------- | ---------------- | ---------------- | ---------------- | ---------------- | ---------------- | ---------------- | ---------------- | ---------------- | ---------------- | ---------------- |
| Джерело: Weatherbase  |                  |                  |                  |                  |                  |                  |                  |                  |                  |                  |                  |                  |                  |

## Демографія
Згідно з переписом 2010 року, у місті мешкало 14 095 осіб у 5256 домогосподарствах у складі 3824 родин. Густота населення становила 864 особи/км².  Було 5673 помешкання (348/км²).
Расовий склад населення:
| - 90,3 % — білих - 2,4 % — азіатів - 1,0 % — корінних американців - 0,6 % — чорних або афроамериканців - 0,2 % — вихідців з тихоокеанських островів - 1,7 % — осіб інших рас |

До двох чи більше рас належало 3,8 %. Частка іспаномовних становила 5,3 % від усіх жителів.
За віковим діапазоном населення розподілялося таким чином: 26,9 % — особи молодші 18 років, 63,0 % — особи у віці 18—64 років, 10,1 % — особи у віці 65 років та старші. Медіана віку мешканця становила 36,1 року. На 100 осіб жіночої статі у місті припадало 99,0 чоловіків;  на 100 жінок у віці від 18 років та старших — 96,2 чоловіків також старших 18 років.
Середній дохід на одне домашнє господарство  становив 78 986 доларів США (медіана — 65 052), а середній дохід на одну сім'ю — 82 933 долари (медіана — 72 201). Медіана доходів становила 59 635 доларів для чоловіків та 41 015 доларів для жінок. За межею бідності перебувало 9,2 % осіб, у тому числі 12,4 % дітей у віці до 18 років та 5,1 % осіб у віці 65 років та старших.
Цивільне працевлаштоване населення становило 6766 осіб. Основні галузі зайнятості: освіта, охорона здоров'я та соціальна допомога — 20,2 %, роздрібна торгівля — 14,2 %, виробництво — 10,2 %, науковці, спеціалісти, менеджери — 9,6 %.